# وایاندات (کالیفرنیا)
وایاندات (به انگلیسی: Wyandotte) یک منطقهٔ مسکونی در ایالات متحده آمریکا است که در شهرستان بیوت، کالیفرنیا واقع شده‌است. وایاندات ۲۰۴ متر بالاتر از سطح دریا واقع شده‌است.